# Przed ślubem

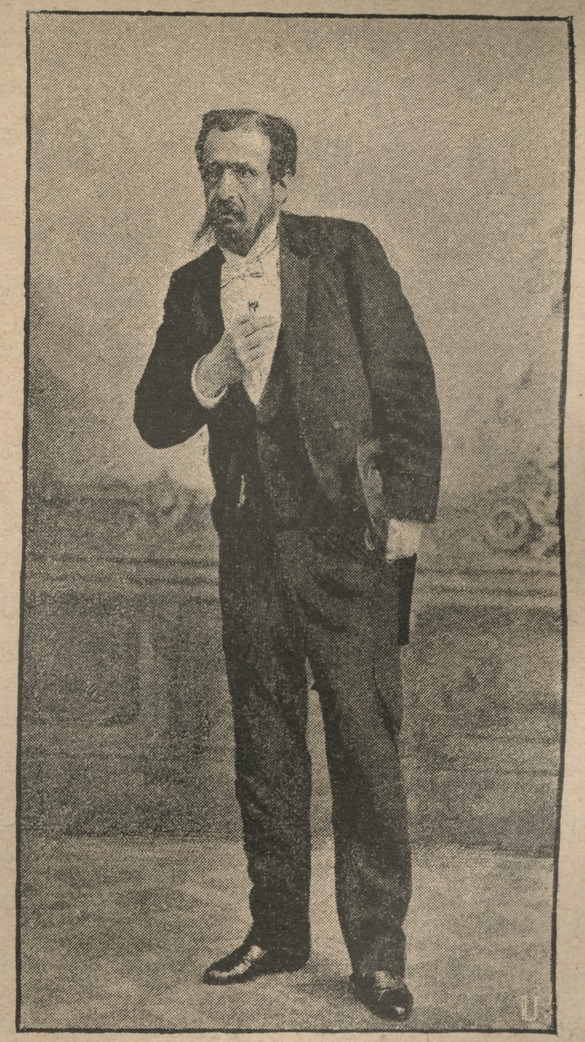
Bolesław Ładnowski w roli Augusta Nowowiejskiego

Przed ślubem – komedia Kazimierza Zalewskiego w pięciu aktach. Prapremiera odbyła się 24 września 1875.

## Treść
Akcja utworu rozgrywa się w Warszawie. Głównym bohaterem jest August Nowowiejski, który z powodu swojej nieprzeciętnej brzydoty postanowił pozostać przez całe życie kawalerem. Stał się przez to zgorzkniały i pozbawiony poczucia własnej wartości także w innych sferach życia (np. na pytanie czy jest filologiem odpowiada: Nie panie, ja jestem pasożyt). Wszystko zmienia się, gdy do Warszawy przyjeżdża pani Łucka z córką Heleną, dla której chce znaleźć bogatego męża. Helena nie buntuje się, tylko z rezygnacją poddaje się woli matki, rozumiejąc, że wymaga tego sytuacja finansowa rodziny – przyjmuje zatem oświadczyny zamożnego Klapkiewicza. August Nowowiejski czuje, że jest to dla niego szansa (jest bowiem również bogaty) i oświadcza się o rękę Heleny. Pani Łucka, kierując się wyłącznie względami majątkowymi, bez żadnych skrupułów przyjmuje oświadczyny Augusta, jako zamożniejszego kandydata. Narzeczeństwo trwa jednak krótko: August dowiaduje się, że Helena kocha ubogiego malarza, Antoniego. Po wewnętrznej walce decyduje się zrezygnować z własnego szczęścia i stanąć po stronie miłości Heleny i Antoniego.

## Dzieje sceniczne
Premiera warszawska (w Teatrze Rozmaitości) odbyła się w grudniu 1875, natomiast krakowska (Teatr Krakowski) – 6 listopada 1875. Sztuka zyskała uznanie widzów i stała się najczęściej inscenizowanym utworem Kazimierza Zalewskiego. W XX w. utwór był wystawiany m.in. w:
- Teatrze Miejskim we Lwowie (1901)
- Teatrze Polskim w Poznaniu (1920; reż. Henryk Barwiński)
- Teatrze Zagłębia w Sosnowcu (1963; reż. Tadeusz Przystawski)
- Teatrze Ziemi Łódzkiej (1974; Feliks Żukowski)

## Spektakle radiowe
W 1957 r. w Teatrze Polskiego Radia wyemitowano spektakl Przed ślubem w adaptacji Zofii Orszulskiej i reżyserii Bronisława Dardzińskiego.
W 2019 r. w Polskim Radio Lublin wyemitowano spektakl Przed ślubem (adaptacja Małgorzata Żurakowska).

## Spektakl telewizyjny
W 1978 w Teatrze Telewizji wyemitowano spektakl Przed ślubem w reżyserii Lecha Wojciechowskiego.